# Airey Neave
Airey Middleton Sheffield Neave, DSO, OBE, MC, (Londen, 23 januari 1916 – aldaar 30 maart 1979) was een Britse militair, advocaat en politicus. Neave was de eerste Britse officier die tijdens de Tweede Wereldoorlog wist te ontsnappen uit het krijgsgevangenenkamp Oflag IV-C (ook bekend als Slot Colditz). Na zijn terugkeer in Engeland werkte hij bij sectie MI9 van de militaire inlichtingendienst, waar hij betrokken was bij het Englandspiel.
Vanaf 1953 was Neave lid van het Lagerhuis voor de Conservatieve Partij. Hij was een vertrouweling van Margaret Thatcher en speelde een belangrijke rol bij haar verkiezing tot partijleider in 1975. Hij had in haar schaduwkabinet de portefeuille Noord-Ierland. 
Neave kwam in 1979 om het leven door een moordaanslag met een autobom bij het parlementsgebouw in Londen. De verboden paramilitaire organisatie de Irish National Liberation Army (INLA) eiste de verantwoordelijkheid op.

## Militaire loopbaan
Neave was de zoon van Sheffield Airey Neave, een bekende entomoloog, en zijn vrouw Dorothy Middleton. Hij groeide op in in Knightsbridge in Londen, en in Beaconsfield. Na Eton College studeerde hij rechten aan Oxford. Hij was in Eton al lid van het cadettenkorps en werd in 1935 tweede luitenant bij de reservisten. Toen in 1939 de oorlog uitbrak werd hij gemobiliseerd en in 1940 naar Frankrijk uitgezonden, waar hij gewond raakte.

### Krijgsgevangenschap
Op 23 mei werd hij bij Calais door de Duitsers gevangengenomen en geïnterneerd; eerst in het krijgsgevangenenkamp Oflag IX-A/H bij Spangenberg en daarna in Stalag XX-A bij Thorn. In april 1941 lukte het hem samen met een medegevangene te ontsnappen maar hij werd al snel weer opgepakt. Vervolgens werd hij overgeplaatst naar Oflag IV-C (vaak ook Slot Colditz genoemd).
Samen met de Nederlandse officier Tony Luteijn wist hij op 5 januari 1941 uit Colditz te ontsnappen. Met de trein en te voet reisden ze naar Leipzig en Ulm; uiteindelijk staken ze bij Singen de Zwitserse grens over. Via Frankrijk, Spanje en Gibraltar keerde Neave in april 1942 terug in Engeland. Hij was de eerste Britse officier die uit Slot Colditz ontsnapte en werd onderscheiden met het Military Cross.
Neave was na zijn terugkeer in Engeland verbonden aan sectie MI9 van de militaire inlichtingendienst. Hij organiseerde ontsnappingsroutes waarlangs boven bezet Europa neergeschoten RAF-piloten terug konden keren naar Engeland. Hij was zijdelings betrokken bij het Englandspiel; dit was een operatie van de Duitse contraspionage die ertoe leidde dat een reeks door Londen uitgezonden geheim agenten vrijwel direct na aankomst in bezet Nederland werd gevangengenomen. Neave was onder andere contactpersoon voor de Nederlandse geheim agent Trix Terwindt.

### Inlichtingendienst
Neave was in november 1944 betrokken bij Operatie Pegasus II. Na de voor de geallieerden verloren Slag om Arnhem waren veel Britse parachutisten achtergebleven in de regio. In oktober 1944 waren tijdens Operatie Pegasus I honderdveertig man, merendeels achterblijvers van de 1e Luchtlandingsdivisie, dwars door de Duitse linies de Rijn overgezet. Er was echter nog een grote groep achterblijvers. Op 24 oktober verkende Neave de Rijnoever en bepaalde dat de beste plek voor de oversteek ten noorden van Heteren was. Er worden vraagtekens geplaatst bij Neave's besluit om in te stemmen met Lunteren als verzamelplaats. Dat was ruim twintig kilometer van het oversteekpunt. Daardoor duurde de tocht twee dagen, wat de kans vergrootte dat een groep van honderdtwintig man zou worden ontdekt. Ook waren de Duitsers na het succes van Pegasus I alert op nieuwe pogingen om de rivier over te steken. De operatie liep uiteindelijk ook uit op een mislukking, toen vanwege tijdgebrek een deel van de route werd afgesneden en de groep werd ontdekt. Slechts een enkeling haalde de overkant van de Rijn. De meeste deelnemers belandden in krijgsgevangenschap; verschillende Nederlandse verzetsmensen moesten hun deelname bekopen met de dood. Neave voelde zich hiervoor zeer verantwoordelijk.

### Neurenbergse processen
Na de oorlog was hij verbonden aan het Internationale Militaire Tribunaal bij de Neurenbergse processen. Hij was degene die de gevangengenomen nazi-leiders in hun cel formeel op de hoogte stelde van de aanklacht tegen hen. Ook trad hij op als contactpersoon tussen het tribunaal en de verdediging van de aangeklaagden. Neave schreef een aantal boeken over zijn oorlogservaringen en over de Neurenbergse processen.

## Politieke loopbaan
Na twee mislukte pogingen werd Neave in 1953 bij een tussentijdse verkiezing in het kiesdistrict Abingdon gekozen als lid van het Britse Lagerhuis voor de Conservatieve Partij. Onder andere vanwege twijfels over zijn gezondheid (hij kreeg in 1959 een hartaanval) kwam hij voor de partijleiding niet in aanmerking voor zware politieke functies. Neave behoorde tot de rechtervleugel van de Conservatieve Partij. Hij was in het bijzonder geïnteresseerd in defensie, wetenschap, technologie, kernenergie en de inlichtingendiensten.
In februari 1974 verloren de conservatieven de verkiezingen. Neave steunde een groep conservatieve parlementariërs die er bij voormalig premier Edward Heath tevergeefs op aandrong om in het belang van de partij af te treden als partijleider. Korte tijd daarna werd hij campagneleider voor Margaret Thatcher, die er in februari 1975 in slaagde om het partijleiderschap van Heath over te nemen. Zij benoemde Neave tot haar chef-staf en gaf hem een plek in haar schaduwkabinet; hij kreeg op eigen verzoek de portefeuille Noord-Ierland.
Op 28 maart 1979 kwam de Labour-regering van James Callaghan na een motie van wantrouwen ten val. Bij winst van de conservatieven in de uit te schrijven parlementsverkiezingen zou Neave in de eerste regering-Thatcher de ministerspost voor Noord-Ierland gaan vervullen.

### Noord-Ierland
In Noord-Ierland woedde op dat moment een gewelddadig conflict tussen verschillende paramilitaire groepen, een periode die bekendstaat als The Troubles. Neave bepleitte een nieuw beleid dat neerkwam op hervorming van het plaatselijk bestuur in plaats van verdere overdracht van politieke bevoegdheden naar Noord-Ierland. Ook was hij voor hard optreden tegen de paramilitairen waarbij hij herinvoering van de doodstraf niet uitsloot. Neave's uitspraken wekten de indruk dat hij sterk sympathiseerde met de Unionisten, de partij in het Noord-Ierse conflict die zich verzette tegen afscheiding van het Verenigd Koninkrijk. Hij matigde zijn toon tijdelijk toen de Ierse minister van Buitenlandse Zaken Fitzgerald bij Margaret Thatcher bezwaar aantekende tegen Neave's uitspraken, die de kans op een voor alle partijen aanvaardbare vreedzame oplossing zouden verkleinen.

## Moordaanslag
Op 30 maart 1979, twee dagen na de aankondiging van de verkiezingen, kwam Neave op 63-jarige leeftijd om het leven: een bom die onder zijn auto (een Vauxhall Cavalier) was bevestigd, ontplofte op het moment dat hij de parkeergarage van het parlementsgebouw uitreed. Hij overleed korte tijd later in het ziekenhuis. De verantwoordelijkheid voor de aanslag werd opgeëist door de Irish National Liberation Army (INLA), een verboden Ierse paramilitaire groep. Enkele weken na Neave's dood won Margaret Thatcher de verkiezingen en werd premier.

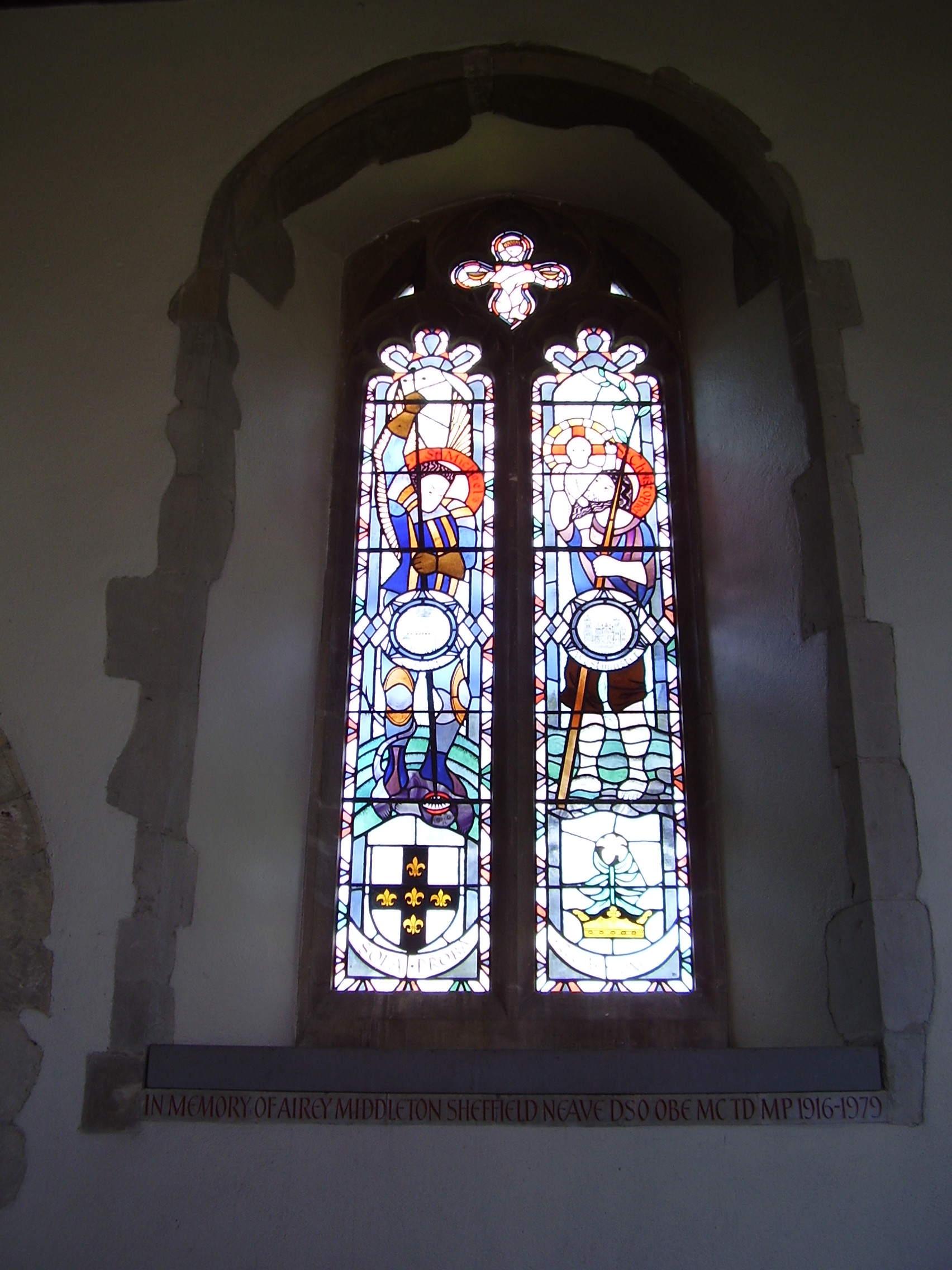
Kerkraam ter nagedachtenis aan Airey Neave in Fryerning Church, Fryerning, Essex

Ondanks langdurig en intensief onderzoek door de Britse politie zijn de aanslagplegers nooit gevonden. Over de aanslag circuleren enkele samenzweringstheorieën:
- Neave zou zijn vermoord door agenten van MI6 en de CIA omdat hij van plan was corruptie van topfiguren in de inlichtingendiensten aan de kaart te stellen.[3]
- Volgens de Britse politicus Enoch Powell zou Neave, net als Lord Mountbatten en het parlementslid Robert Bradford, door de Amerikanen zijn vermoord omdat hij tegen verdere autonomie van Noord-Ierland was.[8]
- In de tv-serie Utopia (2014) wordt gesuggereerd dat Neave met spionnen samenwerkte en vermoord zou zijn door MI5. De serie werd door familie en vrienden van Neave veroordeeld als sensatiezoekend en ongefundeerd.[9]

In 2019 heropende de politie het onderzoek naar de moord. Dit gebeurde naar aanleiding van informatie in een nieuwe biografie over Neave die in maart 2019 was verschenen.

## Nagedachtenis en monumenten
De Airey Neave Trust steunt onderzoek naar terrorisme en vrijheid binnen de rechtstaat. In Merton College, Universiteit van Oxford, is een gedenksteen aangebracht voor Neave, die daar studeerde. In de kerk van zijn voormalige woonplaats Fryerning herinnert een gebrandschilderd raam aan het leven van Neave. Behalve afbeeldingen van Sint Michael en Sint Christoffel zijn op dit raam ook Slot Colditz en het Britse parlementsgebouw te zien.

## Wetenswaardigheden
- Verschillende acteurs hebben in films en tv-series de rol van Airey Neave gespeeld: Geoffrey Pounsett in Nuremberg (2000), Hannes Jaenicke in Speer und Er (2005), Dermot Crowley in Margaret (2009), Nicholas Farrell in The Iron Lady (2011) en Tim McInnerny in Utopia (2014).
- Airey Neave trouwde in 1942 met Diana Giffard (1919-1992), die net als hij tijdens de oorlog voor de inlichtingendienst werkte. Na de dood van Neave werd zij in 1979 door Margaret Thatcher tot barones verheven. Als Barones Airey van Abingdon was zij tot haar overlijden lid van het Hogerhuis voor de Conservatieve Partij.[13]

## Publicaties
- Saturday at MI9
- They Have Their Exits
- Flames of Calais
- On Trial at Nuremberg
- Little Cyclone (Nederlandse vertaling: Heldin achter de frontlijn)

## Biografieën
- Patrick Bishop. The Man Who Was Saturday: The Extraordinary Life of Airey Neave. 2019. ISBN 978-0008309046
- Paul Routledge. Public Servant, Secret Agent: The Elusive Life and Violent Death of Airey Neave. 2002. ISBN 9781841152448